# 416. Infanterie-Division (Wehrmacht)
Die 416. Infanterie-Division war eine deutsche Infanteriedivision im Zweiten Weltkrieg. 

## Geschichte

### Aufstellung
Die Division wurde am 20. Dezember 1941 mit dem Stab in Braunschweig für die Besetzung Dänemarks aufgestellt. Ab Januar 1942 war die Division beim Kommandeur der deutschen Truppen in Dänemark, von Januar bis September 1944 beim Wehrmachtbefehlshaber Dänemark, in Aalborg. 
Die Division hatte ein Durchschnittsalter von 38 Jahren und wurde, da ein Großteil der Divisionsangehörigen besondere Diäten erhalten musste, Schlagsahne-Division genannt. 

### Umgliederungen
Im März 1942 wurden die beiden Regimenter zu Landesschützen-Regimentern (441 wird Landesschützen-Regiment 930 und 443 wird Landesschützen-Regiment 931). Mitte des Jahres wurden diese wieder Infanterie-Regimenter und dann Mitte Oktober 1942 Grenadier-Regimenter.  

### Verlegung der zugehörigen Regimenter an die Ostfront
Mitte Januar 1943 wurden dann beide Regimenter zur Heeresgruppe Mitte an die Ostfront verlegt.  

### Zuführung neuer Regimenter
Als Ersatz wurden aus dem Rückwärtigen Heeresgebiet der Heeresgruppe Mitte zwei Stäbe von Sicherungs-Regimentern und sechs Sicherungs-Bataillone herausgezogen, welche dann zwei Festungs-Infanterie-Regimenter für die Division bildeten. Beide Regimenter wurden am 1. August 1943 Grenadier-Regimenter, wobei das III./712 herausgezogen wurde und erst am 30. April 1944 durch das Ost-Bataillon 662 ersetzt wurde. Ende April 1944 kam auch ein drittes Grenadier-Regiment zur Division, welches ab 22. Juni 1944 (russ.) Grenadier-Regiment 714 hieß und zusätzlich jetzt zum III. (russ.)/712 existierte. 

### Verlegung an die Westfront
Am 4. Oktober 1944 erfolgte der Befehl, die Division an der Westfront einzusetzen, und die Einheit wurde fortan in Westdeutschland (Raum Saarpfalz) eingesetzt. Ihren Gefechtsstand hatte die Division in diesem Zeitraum im Teilort Keuchingen bei Mettlach. Die vier russischen Bataillone bleiben in Dänemark. Das Grenadier-Regiment 714 wurde 1945 Grenadier-Regiment 1604 (russ.) der neu aufgestellten russischen Brigade 599. Als Ersatz wurde nun ein deutsches Regiment aufgestellt, welches das I. aus dem III./713 bildete und ab Ende Dezember 1944, um Verwechslungen mit dem noch existierenden (russ.) Grenadier-Regiment 714 zu vermeiden, die Nummer 774 führte.  

### Westwall 1944
Von Oktober 1944 bis März 1945 war die Division in der Saarpfalz bei der 1. Armee im LXXXII. Armeekorps, wechselte dann innerhalb des Armeekorps zur 7. Armee und kämpfte dann im Hunsrück. 

### Aschaffenburg 1945
Ende März/Anfang April 1945 kämpfte die Division mit 7.000 Mann in der Schlacht um Aschaffenburg. 

### Kapitulation
Im Mai 1945 gerieten die Reste der Division bei Traunstein in Bayern in US-amerikanische Kriegsgefangenschaft. Hierbei führte u. a. der Divisionspfarrer, Wilhelm Wöste, die Kapitulationsverhandlungen.

## Gliederung
Dezember 1941
- Infanterie-Regiment 441 mit drei Bataillonen, aus Landesschützen-Bataillon 982, 233 und 542 gebildet
- Infanterie-Regiment 443 mit drei Bataillonen, aus Landesschützen-Bataillon 360, 426 und 507 gebildet
- Artillerie-Abteilung 416 mit 1. bis 3. leichte und 4. schwere Batterien
- Divisions-Einheiten 416

Januar 1943
- Festungs-Infanterie-Regiment 712 mit drei Bataillonen, aus Sicherungs-Regiment-Stab 27 und den Sicherungs-Bataillonen 244, 323 und 743 gebildet

- Festungs-Infanterie-Regiment 713 mit drei Bataillonen, aus Sicherungs-Regiment-Stab 62 und den Sicherungs-Bataillonen 481, 483 und 578 gebildet
- Artillerie-Abteilung 416
- Divisions-Einheiten 416

April 1944
- Grenadier-Regiment 712 mit drei Bataillonen
- Grenadier-Regiment 713 mit drei Bataillonen
- Grenadier-Regiment 714 (Ost) mit drei Bataillonen, aus Ost-Bataillonen 603, 653 und 667 gebildet
- Artillerie-Abteilung 416
- Divisions-Einheiten 416

August 1944
- Grenadier-Regiment 712 mit zwei Bataillonen
- Grenadier-Regiment 713 mit zwei Bataillonen
- Grenadier-Regiment 774 mit zwei Bataillonen
- Artillerie-Abteilung 416, ab November 1944 Artillerie-Regiment 416 mit vier Batterien
- Panzerjäger-Kompanie, ab Ende Dezember 1944 Panzerjäger-Abteilung
- Nachrichten-Kompanie, ab Ende Dezember 1944 Nachrichten-Abteilung
- Pionier-Kompanie, ab Ende Dezember 1944 Pionier-Abteilung
- ab Dezember 1944: Divisions-Füsilier-Kompanie 416

## Kommandeure
- Generalleutnant Hans Brabänder: von der Aufstellung bis Juni 1943
- Generalleutnant Werner Hühner: Juni/Juli 1943
- Generalleutnant Kurt Pflieger: von Juli 1943 bis Kriegsende

## Trivia
Eine fiktive 416. Infanterie-Division ist im Roman Winterspelt von Alfred Andersch vor der Ardennen-Offensive in der Eifel stationiert.